# 云南瓦韦
云南瓦韦（学名：Lepisorus xiphiopteris）为水龙骨科瓦韦属下的一个种。

## 扩展阅读
- 維基物種上的相關：云南瓦韦